# Сорока Борис Федорович
Борис Федорович Сорока (рос. Борис Фёдорович Сорока; * 4 вересня 1942, Херсон) — радянський футболіст. Захисник, грав, зокрема за «Полісся» (Житомир), «Металург» (Запоріжжя), «Динамо» (Київ) і «Карпати» (Львів).

## Кар'єра
Починав грати у футбол у школі «Динамо» (Київ) у 1959 році.
У 1961—1963 роках виступав за «Полісся» (Житомир) у класі «Б», у сезоні 1964 — в «Металурзі» (Запоріжжя) в другій групі класу «А».
У 1965—1966 роках повернувся до київського «Динамо», але за цей період провів тільки 1 гру в першості 1966, коли динамівці виграли чемпіонат Радянського Союзу.
Протягом 1967—1969 грав у «Металурзі» (Запоріжжя), сезони 1970—1971 провів у «Карпатах» (Львів). У 1972 році грав за армійську команду СК «Луцьк», після чого завершив виступи на футбольних полях.
Центральний і крайній захисник, добре орієнтувався в грі.